# رولند (موشک)

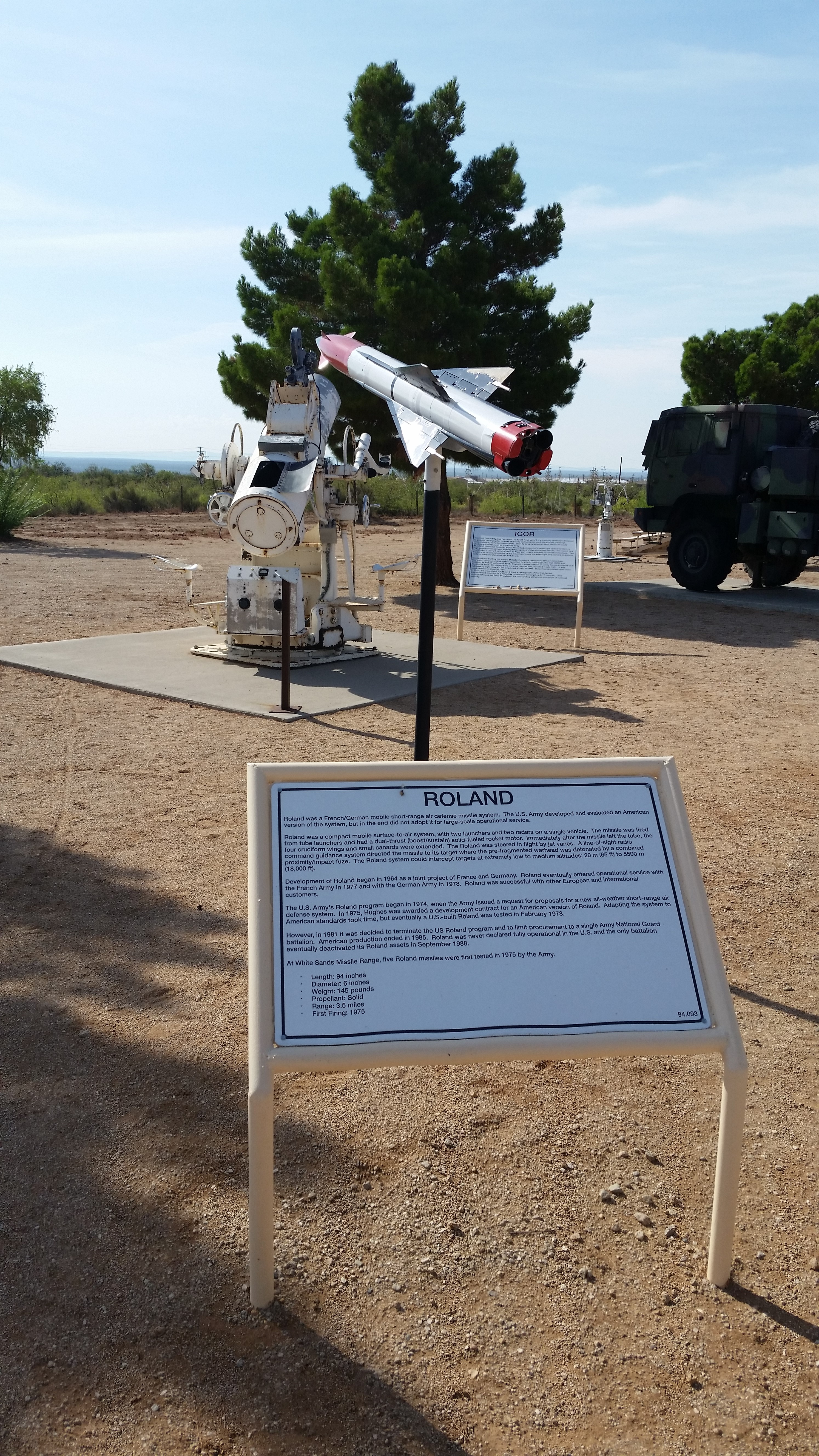
رولند در موزهٔ پایگاه موشکی وایت سندز

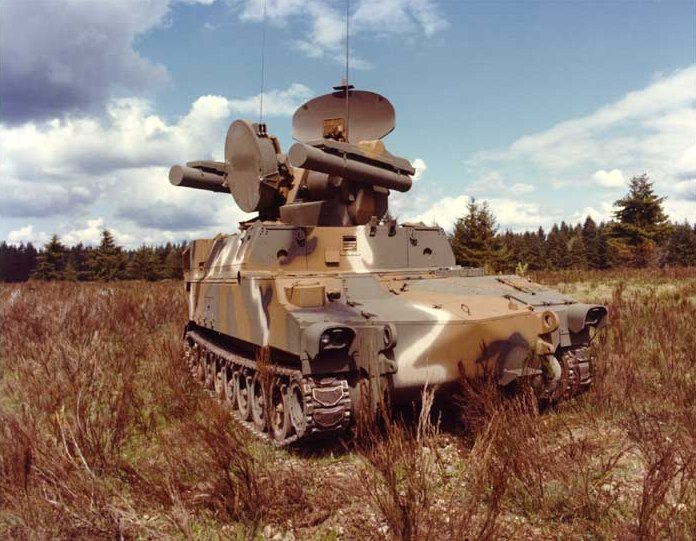
نسخهٔ نیمه‌تمام خودکششی ارتش ایالات متحده از رولند

رولند یک سامانه موشکی زمین‌به‌هوای کوتاه‌برد متحرک فرانسوی-آلمانی است. این سامانه، به‌عنوان یکی از معدود سامانه‌های پدافندی هوایی ساخت دیگر کشورها، توسط ارتش ایالات متحده خریداری شد.

## توسعه
رولاند بر اساس نیاز مشترک فرانسه و آلمان برای یک سامانهٔ موشکی متحرک ارتفاع پایین برای محافظت از اهداف متحرک یا ثابت و با ارزش مانند پایگاه‌های هوایی طراحی شده بود. توسعهٔ رولند در سال ۱۹۶۳ آغاز شد. نخستین پرتاب هدایت‌شدهٔ نمونهٔ اولیه رولند در ژوئن ۱۹۶۸ انجام شد و یک پهپاد هدف سی‌تی۲۰ را منهدم کرد. مرحلهٔ آزمایش و ارزیابی رولند، بسیار طولانی‌تر از آنچه در ابتدا پیش‌بینی شده بود طول کشید و سرانجام رولند ۱ در آوریل ۱۹۷۷ وارد خدمت عملیاتی در ارتش فرانسه شد. نسخهٔ قابل استفاده در تمامی شرایط آب‌وهوایی این سامانه، با نام رولند ۲، نخستین بار توسط ارتش آلمان در سال ۱۹۷۸ عملیاتی شد. تأخیرهای طولانی و هزینه‌های فزاینده همراه با تورم باعث شد که رولند هرگز به تعداد پیش‌بینی‌شدهٔ اولیه، خریداری نشود.

## ویژگی‌ها
رولند برای درگیری با اهداف هوایی دشمن که با سرعت ۱٫۳ ماخ در ارتفاعات بین ۲۰ تا ۵۵۰۰ متر با حداقل برد مؤثر ۵۰۰ و حداکثر ۶۳۰۰ متر طراحی شده‌است. این سامانه می‌تواند در حالت اپتیکال یا راداری عمل کند و می‌تواند در طول درگیری، بین این حالت‌ها جابه‌جا شود. یک رادار دوپلر پالس جستجوگر با برد ۱۵–۱۸ کیلومتر هدف را شناسایی می‌کند که ردیابی آن می‌تواند توسط رادار ردیاب یا ردیاب اپتیکال، انجام شود. روش اپتیکال، معمولاً فقط در نور روز علیه اهداف ارتفاع پایین یا در یک محیط با پارازیت سنگین استفاده می‌شود.
موشک مورد استفاده در سامانهٔ رولند، یک موشک با پیشران سوخت جامد دومرحله‌ای به طول ۲٫۴ متر و وزن ۶۶٫۵ کیلوگرم با سرعت کروز ۱٫۶ ماخ است. موشک‌های سامانهٔ رولند، در یک محفظهٔ مهر و موم شده که لولهٔ پرتاب موشک‌ها نیز هست، تحویل داده می‌شود. هر واحد پرتاب‌گر رولند، دو لولهٔ پرتاب با ۸ لولهٔ دیگر در داخل وسیلهٔ نقلیه یا پناهگاه با بارگیری مجدد خودکار در ۱۰ ثانیه حمل می‌کند.

## حامل‌ها

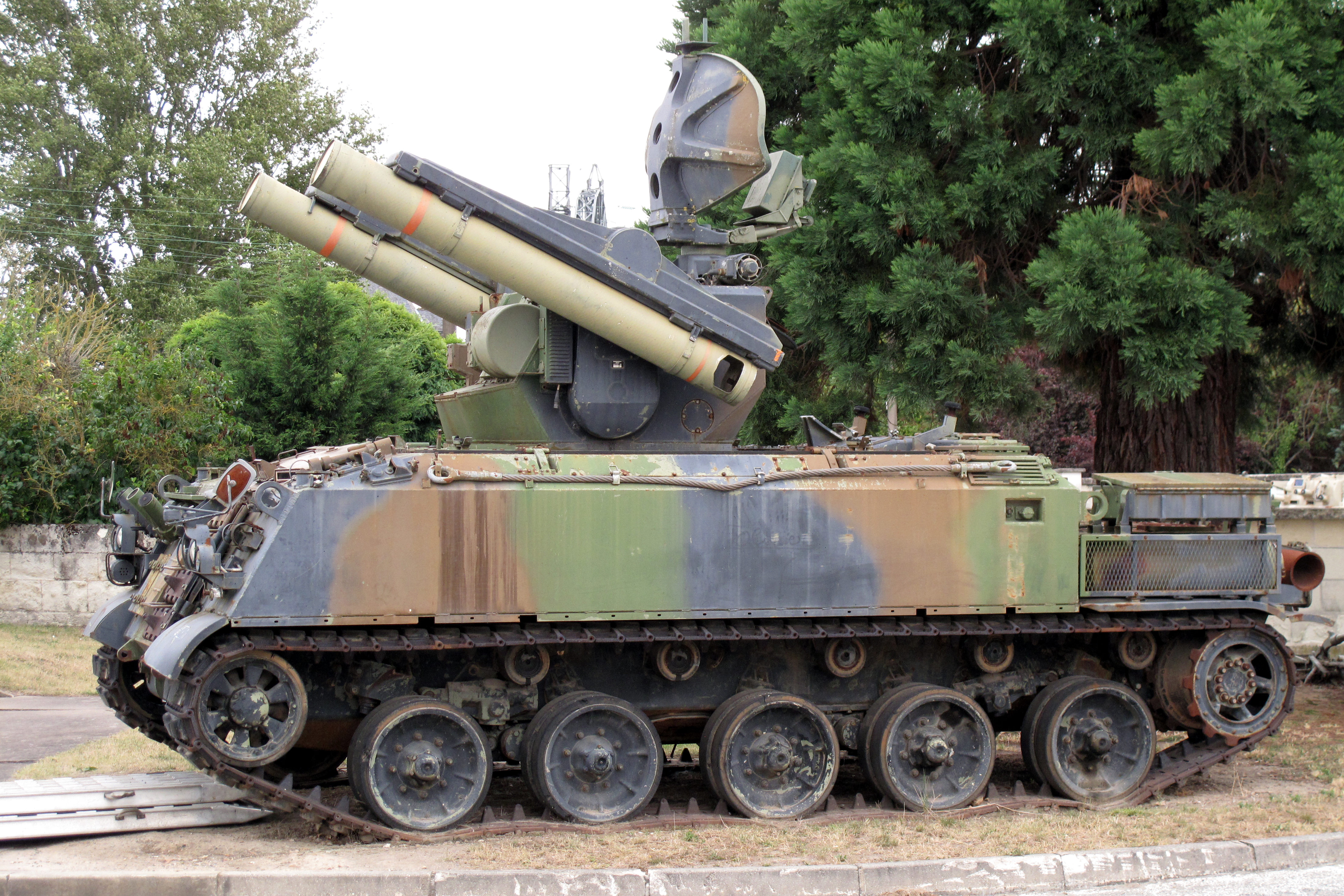
AMX-30R در موزهٔ سومور.

سامانهٔ رولند بر روی پلتفرم‌های مختلفی نصب شده‌است که از جملهٔ آن‌ها می‌توان به موارد زیر اشاره کرد:
- آام‌ایکس-۳۰
- ماردر
- آکمات ۶×۶
- ام‌آان ۶×۶ و ۸×۸

## پیشینهٔ رزمی
در ۱ ژوئن ۱۹۸۲، در طول جنگ فالکلند، یک فروند سی هریر در جنوب استنلی، توسط سامانهٔ رولند ارتش آرژانتین، ساقط شد. یکی از چهار سامانهٔ تحویلی به آرژانتین، بعداً پس از تسلیم شدن آرژانتین، توسط بریتانیایی‌ها در اطراف پورت استنلی در شرایطی کاملاً سالم تصاحب شد و به بریتانیا برده شد و در آن‌جا مورد مطالعه و بررسی قرار گرفت.
در حدود ساعت ۲۳:۰۰ روز ۱۷ ژانویهٔ ۱۹۹۱، یک ای-۶ اینترودر به خلبانی ستوان باب وتزل و ستوان جف زون در حین حمله به پایگاه هوایی اچ-۳ در غرب عراق، مورد حملهٔ دو موشک رولند قرار گرفت. پس از فرار این هواپیما از رولند اول، رولند دوم (که خدمه آن را ندیدند)، با هواپیما برخورد کرد. خدمه با موفقیت اجکت کردند اما خیلی زود اسیر شدند. در ۱۹ ژانویهٔ ۱۹۹۱، در طول جنگ خلیج فارس، یک تورنادو از نیروی هوایی بریتانیا، هنگام حمله علیه پایگاه هوایی علی، توسط رولند منهدم شد. هر دو خدمه با موفقیت اجکت کردند، اسیر شدند و جان سالم به در بردند. انهدام حداقل یک ای-۱۰ تاندربولت نیروی هوایی آمریکا که در همان زمان منهدم شد، بعداً توسط پنتاگون به رولند نسبت داده شد.

## کاربران
- فرانسه
- آلمان
- عراق - 127 سامانه[۵]
- نروژ
- اسلوونی[۶]
- اسپانیا
- ایالات متحده آمریکا
- ونزوئلا

## نگارخانه

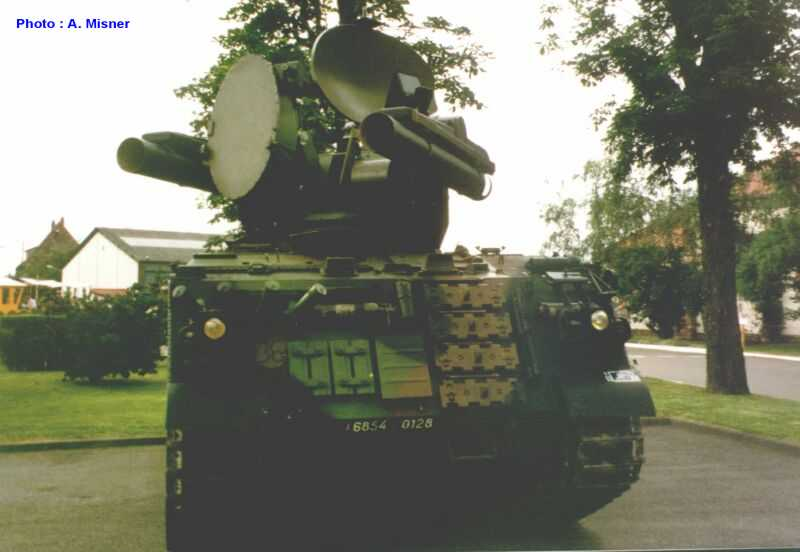
رولند ارتش فرانسه
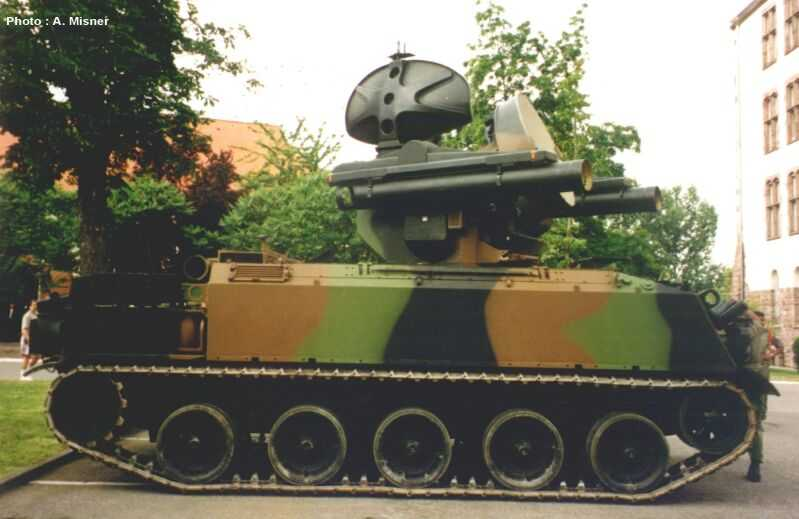
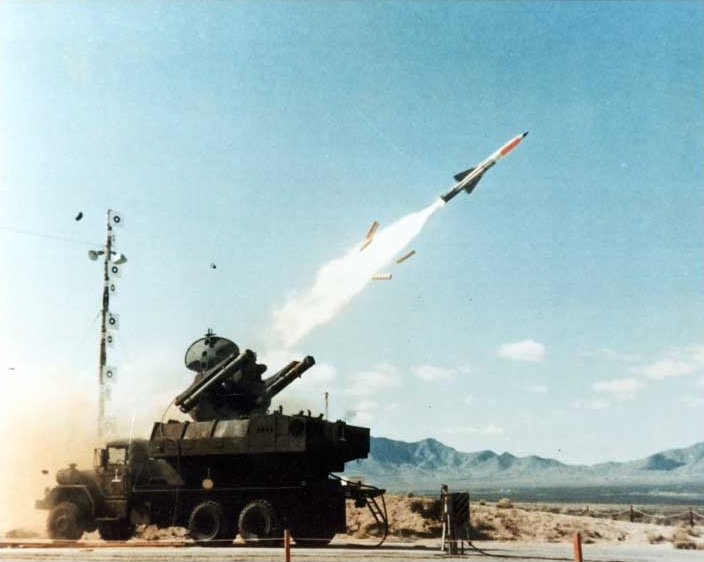